# Volume globulaire moyen
 (janvier 2016).
Si vous disposez d'ouvrages ou d'articles de référence ou si vous connaissez des sites web de qualité traitant du thème abordé ici, merci de compléter l'article en donnant les références utiles à sa vérifiabilité et en les liant à la section « Notes et références ».
Pour les articles homonymes, voir VGM.
Le volume globulaire moyen, ou VGM, est un paramètre sanguin rendant compte du volume des globules rouges, exprimée en µm3 (ou femtolitres, 1µm³ = 1 fl) . Il se calcule après la réalisation d'un hémogramme à partir de l'hématocrite et de la numération globulaire (nombre d'érythrocytes), selon la formule VGM = Ht x 10 / NG (avec Ht en % et NG en millions/mm3).  
Il définit le caractère normocytaire, microcytaire ou macrocytaire d'une anémie. La valeur du VGM aide ainsi à poser le diagnostic étiologique de l'anémie.

## Valeurs usuelles
Le VGM est le volume moyen des globules rouges.
Par commodité il est exprimé en femtolitres. 1 fl=10–15 litre.
Intuitivement c'est le volume total occupé par les globules rouges divisé par leur nombre. Comme l'hématocrite est le pourcentage (ou fraction) du volume de sang occupé par les globules rouges, pour un volume donné nous avons :
VGM = Hématocrite / nombre de globules rouges
Sa valeur moyenne chez l'être humain est d'environ 82 à 98 fl (de 74 à 91 fl chez l'enfant).

## Valeurs pathologiques
- VGM > 100 fl : caractère macrocytaire : érythrocytes de grande taille
- VGM < 80 fl : caractère microcytaire : érythrocytes de petite taille
- Sinon VGM normocytaire (isocytose).

Le VGM peut augmenter (macrocytose) chez certains patients qui ont une carence en vitamine B12 et/ou folates, des troubles de la lignée érythroblastique ou une imprégnation alcoolique. À l'inverse, une carence en fer provoque une baisse du VGM (microcytose) et une anémie ferriprive microcytaire.

## Chez les oiseaux
Chez l'oiseau, divers paramètres hématologiques (dont hématocrite) étaient déjà fréquemment utilisés dans l'évaluation de la condition des individus et populations. 
Il a été montré au début des années 2000 que ces paramètres sanguins sont de bons indicateurs des performances de reproduction de grands labbes Catharacta skua sauvages, dans la nature. Les MCV des mâles ont été chez ces oiseaux significativement et positivement corrélés avec la date d'éclosion et les MCV des deux sexes étaient en corrélation négative avec le nombre de poussins viables (Alors qu'aucune corrélation n'existait entre ces paramètres d'évaluation de l'efficacité de la reproduction et l'hématocrite). Chez les adultes mâles et femelles, comme chez les poussins, le VGM influe probablement sur la performance reproductive via les performances en recherche de nourriture et soins aux œufs ou poussins, paramètre qui peut être plus important chez les femelles (investissement nutritionnel). Cette étude était la première portant sur une population de vertébrés sauvage et en liberté. L'utilisation du volume globulaire moyen comme indicateur de santé de l'oiseau permet de surmonter certains des inconvénients liés au suivi des hématocrites.